# L'Épouvantail de mort
Pour plus de détails, voir Fiche technique et Distribution.
L'Épouvantail de mort (The Scarecrow), connu sous le titre de Klynham Summer aux États-Unis, est un film néo-zélandais réalisé par Sam Pillsbury en 1982 et dont le scénario est inspiré d'un roman de Ronald Hugh Morrieson écrit en 1963.

## Synopsis
L'action se situe à la fin des années 1940 dans la petite ville de Klynham, en Nouvelle-Zélande. Deux adolescents, Ned Poindexter et Les Wilson, passent leur été à s'occuper des poules du premier et à vendre des œufs afin de se faire un peu d'argent de poche. Une nuit, alors qu'une jeune fille est assassinée dans les environs, leurs poules sont toutes égorgées. Le lendemain, la petite enquête des garçons les mène à porter leurs soupçons sur la bande rivale de Victor Lynch. Ce même jour, un mystérieux inconnu, Hubert Salter, s'installe dans le village et commence à s'intéresser de fort près à Prudence, la sœur de Ned. Bientôt, Angela Potroz, l'amie de Prudence, disparaît dans des circonstances mystérieuses. Elle est retrouvée plus tard dans un bois, violée et assassinée. Puis, c'est Prudence qui disparaît à son tour.

## Fiche technique
- Titre original : Scarecrow
- Titre français : L'Épouvantail de mort
- Réalisation : Sam Pillsbury
- Scénario : Michael Heath et Sam Pillsbury d'après le roman de Ronald Hugh Morrieson
- Photographie : James Barthe
- Musique : Andrew Hagen et Morton Wilson
- Montage : Ian John
- Décors : Neil Angwin
- Effets spéciaux : Kevin Chisnall
- Production : Rob Whitehouse
- Société de production : Oasis Films
- Date de sortie : 1982
- Pays :  Nouvelle-Zélande
- Langue : Anglais
- Format : couleur
- Durée : 88 minutes

## Distribution
- Jono Smith : Ned Poindexter
- Tracy Mann : Prudence Poindexter
- Daniel McLaren : Lester Wilson
- John Carradine : Hubert Salter
- Bruce Allpress : Oncle Athol
- Philip Holder : Ramsbottom
- Stephen Taylor : Herbert Poindexter
- Desmond Kelly : M. Poindexter
- Anne Flannery : Mme Poindexter
- Denise O'Connell : Angela Potroz
- Jonathan Hardy : Charlie Dabney
- Sarah Smuts-Kennedy : Daphne Moran
- Yvonne Lawley : Mme Fitzherbert
- Greg Naughton : Victor Lynch
- Mark Hadlow : Sam Finn
- Doug Hasting : M. Fitzherbert
- Simon Phillips : le fils Fitzherbert

## Autour du film
- Le film a remporté le Mystfest de la meilleure contribution artistique lors du festival international du film mystérieux à Cattolica en Italie en 1982.
- La même année, il était en nomination pour le Mystfest du meilleur film.
- Le film a été tourné à Thames sur la péninsule de Coromandel sur l'île du Nord.
- Dans le film, on y parle du maire de Wellington qui se nomme William Appleton. Ayant été maire de la ville de 1944 à 1950, on peut situer à quelle époque se situe l'histoire du film.